# ドブリ・ドブレフ
ドブリ・デミトロフ・ドブレフ（ブルガリア語：Добри Димитров Добрев、ラテン文字転写例：Dobri Dimitrov Dobrev、1914年6月20日 - 2018年2月13日）は、ブルガリア王国（現ブルガリア共和国）で20年以上も清貧の生活をした男性。彼の経歴の多くは謎だが、大変な老体ながら首都ソフィアへ40kmほど離れた村から毎日徒歩で通っては人々に寄進を募り、その全額を教会や修道院に寄進した。「ドブリおじいちゃん」「ドブリ長老」の愛称で知られている。

## 経歴

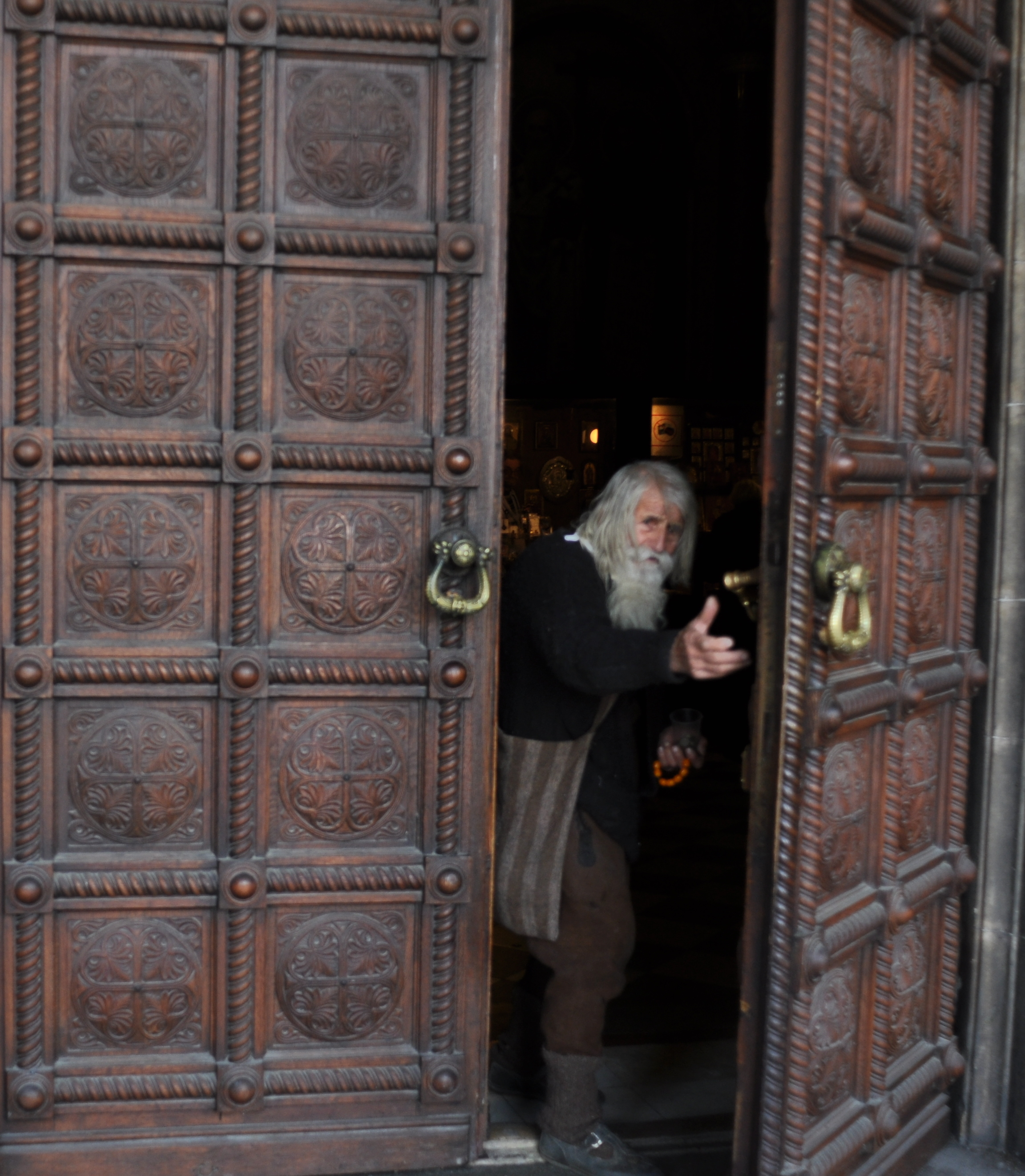
2010年

ドブレフは1914年6月20日、ソフィアから40kmほど離れたベイロボ村で生まれた。父ディミトーリは第一次世界大戦で戦死し、母カテリーナの手によって育てられた。第二次世界大戦の時、ソフィアでの空爆の影響で耳が遠くなり、それが契機となったのか信心深くなるようになり、以降は妻と子供を残して街に出かけ、修道院周りの仕事に就いた。老いてからは農業と年金で細々と暮らしていた。
2000年頃、地元の教会が修繕の必要が生じた際、ドブリは自らの私財を投げ打って費用を賄った。そして以降、教会に隣接された小屋に住み、自ら作った粗末な衣服をまとい、ソフィアまで毎日通っては、アレクサンドル・ネフスキー大聖堂の前で器を掲げ寄進を募る生活を始めた。その活動は物乞いと称されることもあったがいたって控えめで、寄進者には「パンを少しちぎっていってください。神からの贈り物です」と誰かからもらったパンを差し出し、跪いて手の甲に接吻をした。
ドブレフの活動は100歳を越えようとした辺りから徐々にブルガリア中に知れ渡った。ドブレフは新聞もテレビも持たなかったが、有志によってドブレフの名を冠したウェブサイトやFacebookアカウントが設立された。
2018年2月13日、ソフィア近郊にあるクレミコフスキ修道院で死去。103歳没。

## 寄進額
ドブリが生涯において寄進した一例を以下に記す。なお、ブルガリアの平均月収は2017年現在、EU加盟国で最下位の約476ユーロ（約6万3千円）であることから、彼の活動がいかに目覚ましいものであったことが窺い知れる。ドブリは生涯に8万レフ（約530万円）ほどを寄進したとされる。
- 2005年、地元ベイロボの教会に1万レフ(5千ユーロ、約67万円)を寄進。
- 2007年、エレシュニトツァ（英語版）にある聖母被昇天修道院（英語版）とガルノ・カマルキ（ブルガリア語版）の教会に2万5千レフ(5千ユーロ、約16万円)を寄進。
- 2008年、カロフェル（英語版）の教会に寄進。
- 2009年、3万5千700レフ(1万7千850ユーロ、約250万円) をアレクサンドル・ネフスキー大聖堂に寄進。同聖堂におけるここ100年の個人での寄進額としては最大[1]。